# 233 (số)
233 (hai trăm ba mươi ba) là một số tự nhiên ngay sau 232 và ngay trước 234.